# David Cox
David Roxbee Cox FRS (Birmingham, 15 de julho de 1924 - 18 de janeiro de 2022) foi um estatístico britânico.

## Vida
Suas amplas contribuições para o campo da estatística incluíram a introdução da regressão logística, o modelo de riscos proporcionais e o processo de Cox, um processo de pontos em sua homenagem.
Foi professor de estatística no Birkbeck College, em Londres, no Imperial College London e na Universidade de Oxford, e atuou como diretor do Nuffield College, em Oxford. Primeiro ganhador do Prêmio Internacional de Estatística, ele também recebeu as medalhas Guy, George Box e Copley, além do título de cavaleiro.

## Publicações
Cox escreveu ou foi co-autor de mais de 300 artigos e livros. De 1966 a 1991 foi editor da Biometrika. Seus livros são os seguintes:
- Planning of experiments (1958)
- Queues (Methuen, 1961). Com Walter L. Smith
- Renewal Theory (Methuen, 1962).
- The theory of stochastic processes (1965). Com Hilton David Miller
- Analysis of binary data (1969). Com Joyce Snell
- Theoretical statistics (1974). Com D. V. Hinkley
- Problems and Solutions in Theoretical Statistics (1978). Com D. V. Hinkley
- Point Processes (Chapman & Hall/CRC, 1980). Com Valerie Isham
- Applied statistics, principles and examples (Chapman & Hall/CRC, 1981). Com Joyce Snell
- Analysis of survival data (Chapman & Hall/CRC, 1984). Com David Oakes
- Asymptotic techniques for use in statistics. (1989) Com Ole E. Barndorff-Nielsen
- Inference and asymptotics (Chapman & Hall/CRC, 1994). Com Ole E. Barndorff-Nielsen
- Multivariate dependencies: models, analysis and interpretation (Chapman & Hall, 1995). With Nanny Wermuth
- The theory of design of experiments. (Chapman & Hall/CRC, 2000). Com Nancy M. Reid
- Complex stochastic systems (Chapman & Hall/CRC, 2000). Com Ole E. Barndorff-Nielsen e Claudia Klüppelberg
- Components of variance (Chapman & Hall/CRC, 2003). Com P. J. Solomon
- Principles of Statistical Inference (Cambridge University Press, 2006). ISBN 978-0-521-68567-2
- Selected Statistical Papers of Sir David Cox 2 Volume Set
- Principles of Applied Statistics (CUP). Com Christl A. Donnelly

Foi nomeado editor dos seguintes livros:
- D. R. Cox; D. M. Titterington, eds. (1991). Complex Stochastic Systems. [S.l.]: Royal Society. ISBN 978-0-85403-453-6
- D. R. Cox, ed. (1992). The Collected Works of John W. Tukey: Factorial and ANOVA. VII. [S.l.]: Taylor & Francis. ISBN 978-0-412-06321-3
- D. R. Cox; D. V. Hinkley; Ole E. Barndorff-Nielsen, eds. (1996). Time series models in econometrics, finance and others. [S.l.]: Taylor & Francis. ISBN 978-0-412-72930-0
- D. M. Titterington; D. R. Cox, eds. (2001). Biometrika: One Hundred Years. [S.l.]: Oxford University Press. ISBN 978-0-19-850993-6

Em sua homenagem foi publicado o seguinte livro:
- Celebrating Statistics: Papers in honour of Sir David Cox on his 80th birthday ISBN 978-0-19-856654-0